# Andalgalomys pearsoni
Andalgalomys pearsoni é uma espécie de roedor da família Cricetidae.
Pode ser encontrada nos seguintes países: Bolívia e Paraguai.